# Comento
Il comento (o chimento) è l'interstizio presente tra due tavole tra le componenti del fasciame di una nave di legno.  Questo interstizio viene riempito con l'operazione di calafataggio, che è una tecnica di impermeabilizzazione di scafi in legno eseguita dal calafato. 
Il fine è quello di assicurare la tenuta stagna dello scafo o del ponte all'acqua, impedendo il filtraggio di acqua nei ponti sottostanti, onde evitare sia il deterioramento del carico che l'appesantimento della nave stessa.
Il calafataggio non viene più utilizzato per l'impermeabilizzazione della coperta delle barche di nuova costruzione; i comenti del tavolato del ponte, che è formato normalmente da doghe di legno di teak, vengono riempiti di gomma (gommatura della coperta). Questo trattamento assicura anche la stabilità dimensionale, visto lo stress meccanico (dilatazione e restringimento) alle quali le tavole generalmente Iroko o Teak sono sottoposte con l'azione del mare. Le nuove unità non utilizzano più il sistema di "coperta portante" ossia appoggiata direttamente sui "bagli" (strutture di sostegno orizzontale del ponte) e quindi in diretto contatto con i locali "sottocoperta" (parte inferiore del ponte di una nave), ma sono realizzate in materiali compositi o metallici e strutturate solidalmente allo scafo, rendendo l'unità un "guscio". Da qui la cessata necessità del calafataggio di impermeabilizzazione dello scafo e della coperta. Dopo la posa delle doghe in teak o iroko sul ponte strutturale, per esclusiva ragione estetica e come semplice rivestimento, si procede alla gommatura di finitura dei comenti tra le doghe.